# Paul Horn (Bildhauer)
Paul Horn (* 22. Juli 1876 in Merseburg; † 14. März 1959 in Greifswald) war ein deutscher Bildhauer.

## Leben und Wirken
Paul Horn, Sohn eines Steinmetzmeisters, lernte 1891–1894 bei seinem Vater, dann bei Carl Dopmeyer in Hannover. Ab 1901 war er freischaffend in Halle (Saale) tätig, 1919 war er Gründungsmitglied des Hallischen Künstlerrats und der Hallischen Künstlergruppe. Nach dem Machtantritt der Nationalsozialisten wurde Horn ab dem April 1933 so massiv unter Druck gesetzt und in der Presse (Mitteldeutsche National-Zeitung, Der Kampf) angegriffen, dass er seine Lehrtätigkeit an der Volkshochschule in Halle (Saale) aufgab und um 1934 nach Greifswald ging.
Häufig schuf er Bauschmuck aus Keramik in Privathäusern. Auch mit Kirchenausmalungen und Steinmetzarbeiten versuchte er seinen Lebensunterhalt zu sichern.
Paul Horn war der Vater des Bildhauers Richard Horn.

## Werke (Auswahl)

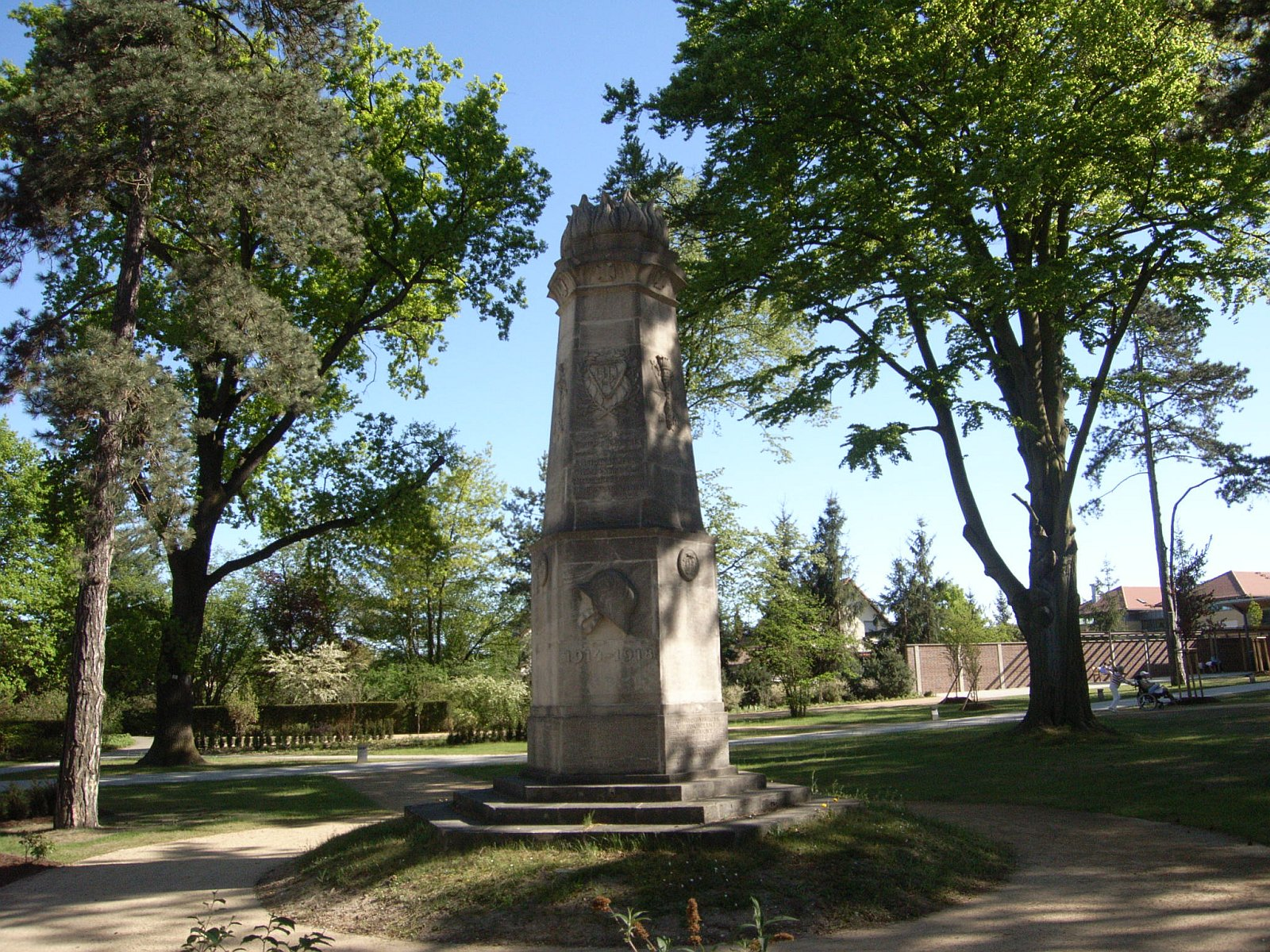
Radfahrer-Bundes-Denkmal in Bad Schmiedeberg

- 1904–1905: Ausführung des bauplastischen Schmucks am Landgericht Halle
- 1915: Portalskulpturen Fischmann und Fischweib am Portal des Stadtbads in Halle
- 1919: „Totentanz“ im Krematorium auf dem Gertraudenfriedhof in Halle
- 1924: Brunnen in Senftenberg[1]
- 1929: Gedenktafel zum Kirchenjubiläum in der Kirche St. Laurentius in Teutschenthal

Horn schuf etwa zehn Kriegerdenkmale für die Gefallenen des Ersten Weltkriegs im Großraum Halle und in Bad Schmiedeberg, dazu zählen:
- Bundesdenkmal des Bundes Deutscher Radfahrer, enthüllt am 17. Juni 1923
- Kriegerdenkmal Löbejün, enthüllt 1924
- Kriegerdenkmal auf dem Friedhof in Landsberg (Saalekreis), enthüllt 1926

Weitere plastische Kunst am Bau schuf Horn in Halle (z. B. Reliefschmuck an Altar und Orgel in der Christuskirche) und in Bitterfeld.